# Dušan Maravić
Dušan Maravić (srbskou cyrilicí: Душан Маравић; 7. března 1939 – 6. ledna 2025) byl jugoslávský a srbský fotbalový záložník. Byl součástí jugoslávského týmu, který vyhrál zlato na Letních olympijských hrách 1960.

## Mládí a hráčská kariéra
Narodil se ve Francii, stejně jako jeho otec pracoval v Injoux-Génissiat, malé vesnici blízko švýcarských hranic. Po druhé světové válce se rodina přestěhovala zpět do Jugoslávie a usadila se v Bajmoku, vesnici poblíž Subotice.
První fotbalové kroky podnikl v místním klubu FK Radnički Bajmok, když mu bylo šest let, o deset let později přestoupil do slavnějšího Spartaku Subotica. V roce 1958, ve věku 19 let, se stal členem týmu jugoslávského giganta Crvena zvezda Bělehrad. Za šest let v Crvene zvezdě nastoupil Maravić do 232 oficiálních zápasů, ve kterých vstřelil 82 gólů.
Maravić byl jako ofenzivní záložník také členem jugoslávské fotbalové reprezentace. Nastoupil celkem v 7 zápasech, ve kterých vstřelil 3 góly. Díky tomu, že byl členem zlatého olympijského týmu, mohl vycestovat do zahraničí před reprezentačním limitem 28 let věku. Proto se ve věku 25 let stal členem Racingu Paříž. Za tým hrál až do roku 1969, kdy se krátce přesunul do OFK Bělehrad a poté do venezuelského Deportivo Italia.

## Po konci kariéry
Po ukončení hráčské kariéry strávil nějaký čas trénováním a také prací v administrativě národní fotbalové unie. Stal se zaměstnancem UEFA a FIFA jako mezinárodní trenér a delegát. Byl také nominován na prezidenta FIFA.

## Osobní život
Hovoří plynně francouzsky, anglicky, španělsky a italsky. Současně se sportovní kariérou se Maravić věnoval studiu a dokončil Ekonomickou fakultu Bělehradské univerzity. Má syny Antoniho a Alfreda, který pracuje jako sportovní agent.